# Abusir
Abusir (egipcio pr wsir; copto: ⲃⲟⲩⲥⲓⲣⲓ Busiri La Casa de Osiris; griego: Βούσιρις; en idioma árabe: ابوصير)  es el nombre dado a un yacimiento arqueológico egipcio, concretamente a una necrópolis del Imperio Antiguo situada en la ribera occidental del río Nilo. Recibe el nombre de un pueblo vecino. En egipcio arcaico (época del Imperio Antiguo) recibía el nombre de Dyedu. 
Abusir está localizado varios kilómetros al norte de Saqqara, en la región de Menfis, y fue utilizado como uno de los cementerios principales de la elite de la antigua capital. 
Existen otras tres ciudades egipcias con el mismo nombre: Abusir, o Busiris, la capital del nomo IX del Bajo Egipto (Per Usir, Dyedu; Taposiris Magna), otra ciudad en El Fayum y una localidad destruida por Diocleciano en 292 d. C.
En 1979, el conjunto de Menfis con sus necrópolis y campos de pirámides (Guiza, Abusir, Saqqara y Dahshur) fue declarado Patrimonio de la Humanidad por la Unesco, con el nombre de «Menfis y su necrópolis - Zonas de las pirámides desde Guiza hasta Dahshur».

## Descripción
|  |

|  |

|  |

|  |

|  |

|  |

|  |

|  |

Abusir es una parte relativamente pequeña del extenso campo de pirámides que se extiende del norte de Guiza al sur de Saqqara, siendo el cementerio de los reyes y nobles de Menfis durante la quinta dinastía, al igual que Guiza lo había sido durante la cuarta.
Abusir ha sido el lugar del mayor hallazgo de papiros del Imperio Antiguo, los papiros de Abusir. A finales del siglo XIX, varios museos occidentales adquirieron colecciones de fragmentos de papiros administrativos con los registros del templo funerario de Neferirkara-Kakai. Este descubrimiento fue complementado a finales del siglo XX cuando una expedición checa encontró papiros en otros dos complejos funerarios, el del faraón Neferefra y el de la reina Jentkaus II (esposa de Neferirkara kakai).
También hay catacumbas cerca de la ciudad de Busiris, según indica Plinio. Al sur de Busiris un gran cementerio aparece haberse estirado sobre el llano. El Heptanomite Busiris era de hecho una aldea que está a una extremidad de la necrópolis de Memfis.

## Restos arqueológicos
En Abusir se encuentran importantes vestigios de la dinastía V: 
- La pirámide de Sahura
- La pirámide de Neferirkara-Kakai
- La pirámide de Neferefra-Isi
- La pirámide de Nyuserra-Iny
- El templo solar de Nyuserra-Iny (Abu Gurab)
- Las ruinas de otras nueve pirámides.

## Las pirámides de Abusir

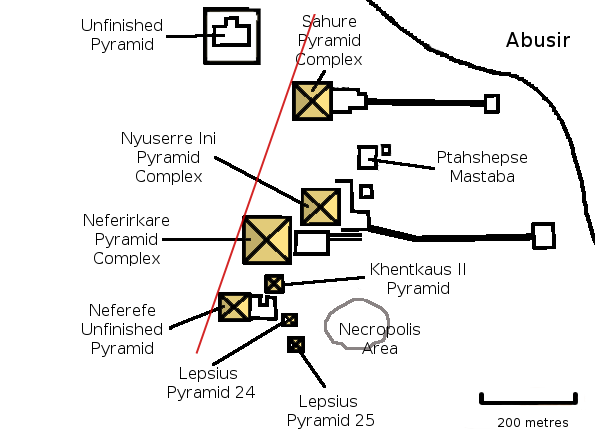
Mapa de la necrópolis de Abusir.

Hay un total de 14 pirámides en Abusir, en lo que fue la principal necrópolis real durante la quinta dinastía. La calidad de la construcción de las pirámides de Abusir es inferior a las construidas durante la cuarta dinastía, lo que puede ser indicativo de una disminución del poder real o de una economía menos rica: son más pequeñas que sus precursoras y están construidas con piedra local de baja calidad.
Las tres pirámides principales son las de Nyuserra-Iny (que es también la mejor conservada), Neferirkara-Kakai y Sahura. También se encuentra aquí la pirámide incompleta de Neferefra. Todas las pirámides principales en Abusir fueron construidas como pirámides escalonadas, aunque la mayor de ellas, la de Neferirkara-Kakai, después de construida como escalonada fue transformada en una pirámide verdadera, rellenando sus escalones con mampostería de poca consistencia.  

### Pirámide de Sahura

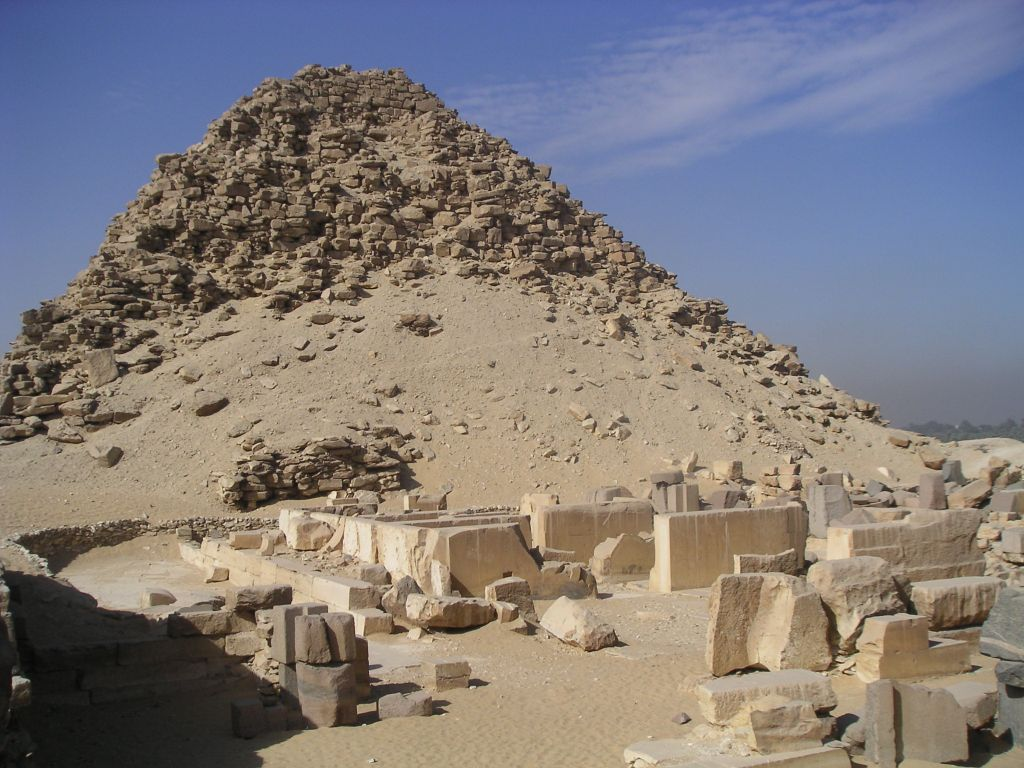
Pirámide de Sahura.

La pirámide de Sahura (denominada actualmente como L. XVIII) tiene una base de 79 metros y una altura de 47 metros.
Esta pirámide se encuentra en muy mal estado de conservación, sin embargo el templo funerario está bastante bien conservado y sigue el plano típico de los templos funerarios del Imperio Antiguo, la calzada procesional se conserva también bien. El Templo del Valle se encuentra inundado en la actualidad y en muy malas condiciones. La pirámide fue investigada por Perring y Morgan en el siglo XIX, y excavada por Borchardt a principios del XX.

### Pirámide de Neferirkara

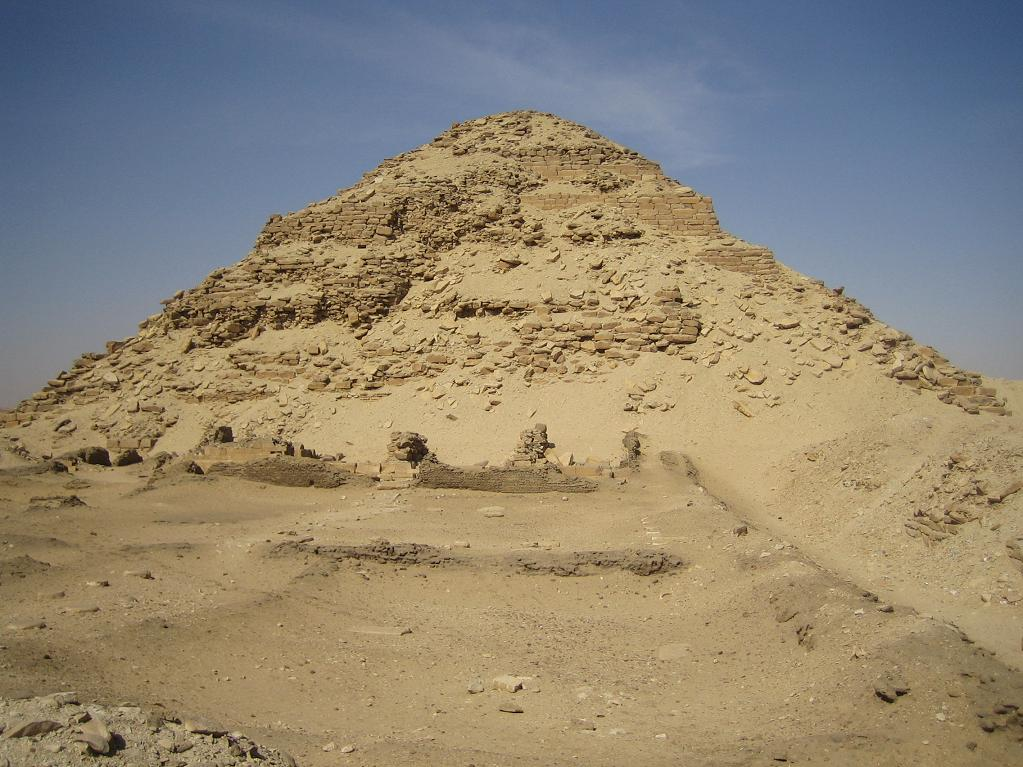
Pirámide de Neferirkara.

La pirámide de Neferirkara Kakai (denominada como L. XXI) se levanta escalonada, debido a que durante su construcción no se revistió para quedar con caras lisas.
Es la mayor pirámide del complejo funerario con una base de 105 metros y una altura de 72 metros.
A la muerte del faraón la tumba aún no estaba terminada por lo que se acabó con ladrillo y madera. En el interior del templo funerario se encontraron una serie de papiros que detallaban el día a día del templo.
Al igual que la de Sahura la pirámide de Neferirkara-Kakai fue explorada por Perring y Morgan, y excavada por Borchardt.

### Pirámide de Neferefra

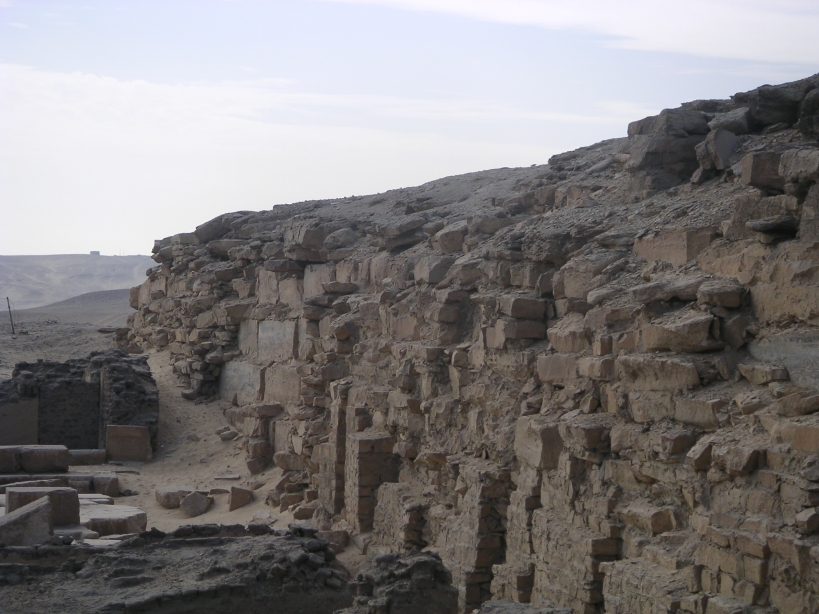
Pirámide de Neferefra.

La "pirámide" de Neferefra Isi (L. XXVI) no es realmente una pirámide, sino una mastaba. La causa de esto es que cuando falleció el monarca tan solo se había levantado una ínfima parte de la estructura, lo que obligó a los constructores a rellenar a toda prisa de grava lo poco construido y dejarlo en una mastaba cuadrada. Tiene una base de 65 metros.
Debido al poco avance de las obras, la calzada y el templo del valle apenas se habían comenzado a erigir por lo que se optó por suprimir la calzada y anexionar el templo del valle al templo funerario.
El complejo de Neferefra Isi presenta una gran pérdida de material debido sin duda al robo de piedras para construcciones posteriores y a que gran parte de la construcción está hecha de ladrillo. Esto se debió al repentino fallecimiento del faraón, que hizo necesario acabar deprisa el templo funerario.
Fue examinada por Borchardt y excavada por Verner y Bárta a finales del siglo XX.

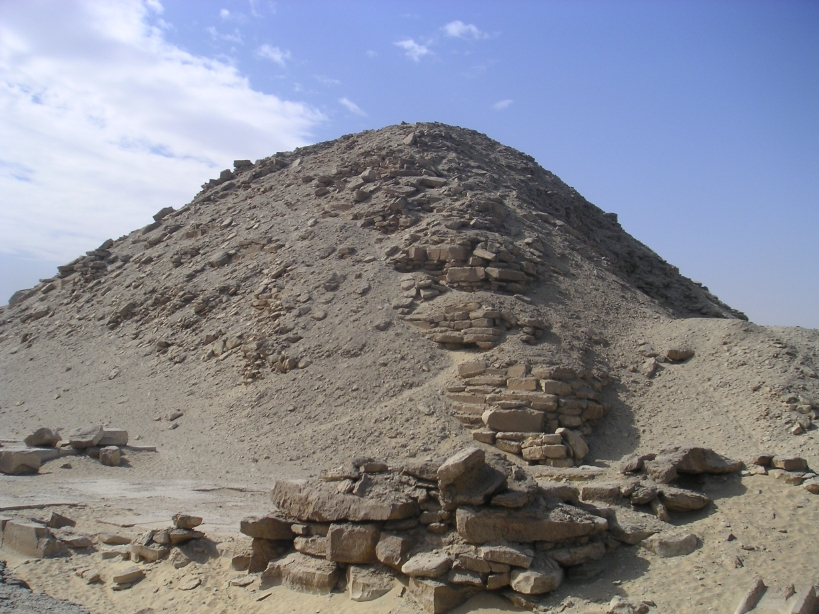
Pirámide de Nyuserra.

### Pirámide de Nyuserra
La Pirámide de Nyuserra Iny (L. XX) sigue el modelo típico de la época en la que se construyó. Su base mide 79 metros y tiene una altura de 52 metros.
Lo más destacado de este complejo es que no se construye calzada procesional ni Templo del Valle, sino que se aprovechan los de Neferirkara Kakai.
Al igual que las pirámides anteriores también sufrió gran pérdida de material por el robo de piedras. Fue examinada por Perring y De Morgan, y excavada por Ludwig Borchardt.

### Citas
1. ↑  Plinio XXXVI. 12, 16).
2. ↑  Verner: op. cit., pp. 42-50.
3. ↑  Verner: op. cit., pp. 51 y ss.
4. ↑  Parra Ortiz: op. cit., pág. 74.
5. ↑  Parra Ortiz: op. cit., pág. 75.